# Conjunto quociente
Em matemática, chamamos partição do conjunto {\displaystyle A}, induzida pela relação de equivalência {\displaystyle R}, o conjunto formado por todas as classes de equivalência, obtidas em {\displaystyle A} pela relação {\displaystyle R}.
Também podemos usar a expressão conjunto quociente de {\displaystyle A} por {\displaystyle R} para indicar a partição de {\displaystyle A} induzida pela relação {\displaystyle R}.